# Social Service Review
Social Service Review è una rivista accademica pubblicata dalla University of Chicago Press che tratta di politica e pratica del benessere sociale e i suoi effetti. È stato fondato nel 1927 e il caporedattore è Mark E. Courtney (Università di Chicago).

## Indicizzazione
La rivista è riassunta e indicizzata in:
- ProQuest databases
- Applied Social Sciences Index & Abstracts
- International Bibliography of the Social Sciences
- PAIS International
- Social Services Abstracts
- Sociological Abstracts
- Worldwide Political Science Abstracts
- EBSCO databases
- Social Sciences Citation Index
- Current Contents/Social and Behavioral Sciences

Secondo il Journal Citation Reports, la rivista ha un fattore di impatto nel 2017 di 1.738.